# مايك بروير (مغني)
مايك بروير (بالإنجليزية: Mike Brewer)‏ هو مغني أمريكي، ولد في 14 أبريل 1944.

## وصلات خارجية
- مايك بروير على موقع ميوزك برينز (الإنجليزية)
- مايك بروير على موقع ديسكوغز (الإنجليزية)